# Język cahuarano
Język cahuarano, także: chiripuno, chiripunu – wymarły język zaparo, używany przez Indian Zaparo zamieszkujących dwie wioski w Peru nad rzeką Nanay.
Ostatni użytkownik języka cahuarano zmarł na przełomie lat 80. i 90. XX wieku.